# Гречко Іван Михайлович

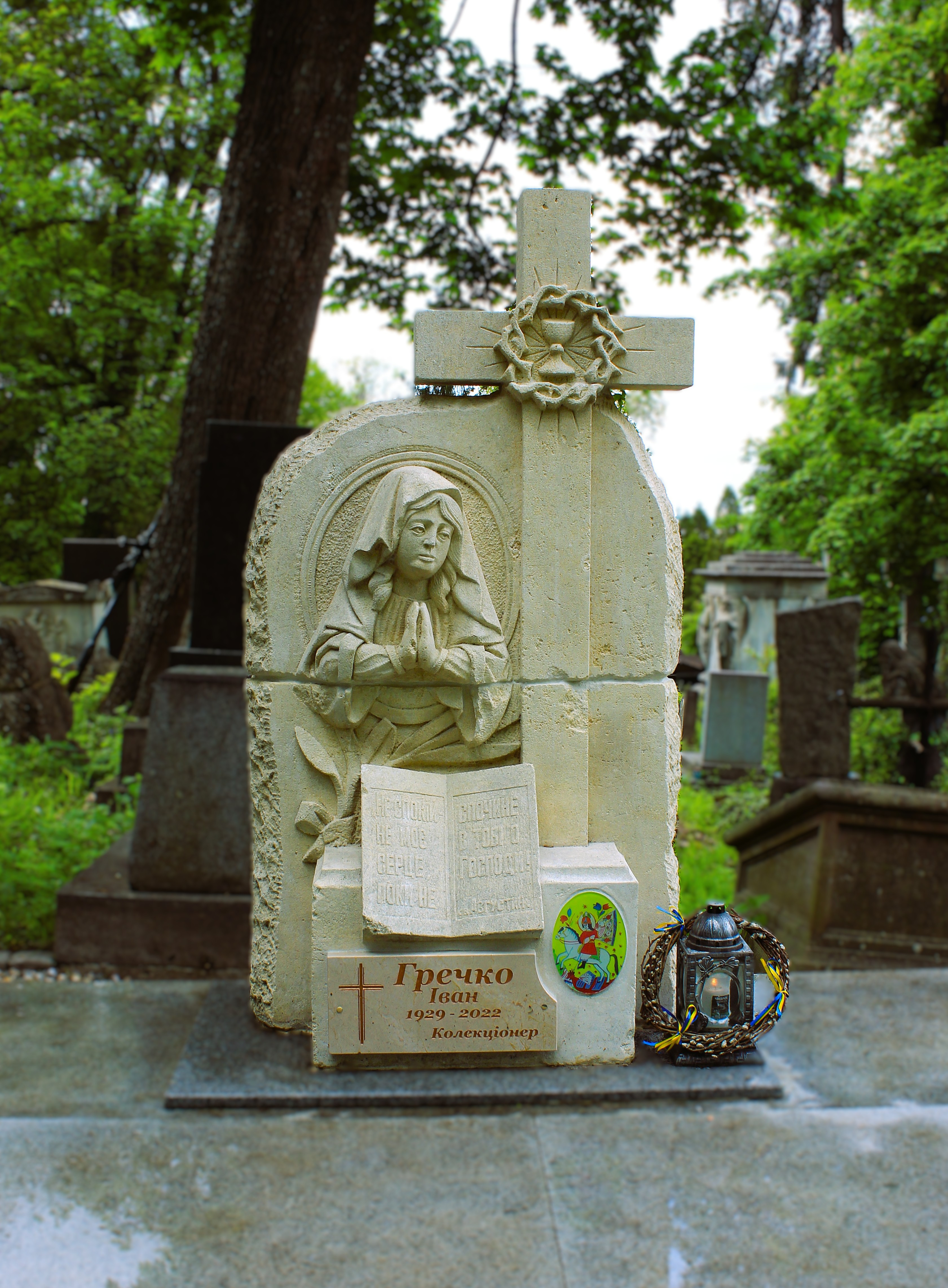
Нагробок на могилі Івана Гречко.

Гречко Іван Михайлович (19 січня 1929, Надвірна — 15 червня 2022) — львівський колекціонер, сподвижник і пропагандист української мистецької спадщини, мирянський діяч, мистецтвознавець.

## Життєпис
Народився 1929 року в місті Надвірна, нині Івано-Франківська область, в родині, пов'язаній з ОУН. Мама і сестра були ув'язнені і вивезені на 15 років у сибірські концтабори, старший брат та батько загинули у лавах Української повстанської армії.
З дитинства малий Іван відчув потяг до краси і намагався збирати репродукції з творів класичного мистецтва. Однак мріяти про художню освіту навіть не було сенсу, адже гуманітарні науки були під контролем комуністичної ідеології. Були наміри вступити до духовної семінарії, яку почав був організовувати отець Костельник. Юнак поступає до Львівського Політехнічного Інституту, але за підозру у антирадянській діяльності був заарештований і змушений покинути навчання. Заради збереження життя, осягнення якогось фаху і осмислення методів протистояння системі треба було відходити від активних форм боротьби. Отож, згодом Іван Гречко стає студентом лісотехнічного інституту. Одночасно на канікулах він починає збирати артефакти рідної Гуцульщини. Результатом цієї багаторічної роботи стала, зокрема, найфундаментальніша в Україні колекція ікон на склі, а також багата збірка інших пам'яток народної культури.
Колекціонерська робота в розумінні порятунку пам'яток духовної культури рідного народу приводить його в коло мистців, музейних працівників і колекціонерів. Знайомство і спілкування з родинами Сельских, Колесси, літературознавцем Степаном Щуратом, художниками Звіринським, Софією Караффою-Корбут, мовознавцем Юліаном Редьком компенсувало брак гуманітарної освіти і остаточно сформувало художні смаки молодого колекціонера.
У переконанні, що осягнення незалежності України можливе лише з Божою поміччю, Іван Гречко у 80-х включається також у роботу з підготовки ґрунту для легалізації Української Греко-Католицької Церкви (УГКЦ). Беручи за приклад Клуб Католицької інтелігенції у Польщі, який ефективно працював у умовах комуністичного режиму, він має намір відновити мирянський рух у Галичині. Після появи можливості виїзду за кордон, яку надала горбачовська перебудова, Гречко встановлює тісні особисті контакти з членами Українського Патріархального Світового Об'єднання.
Наприкінці 80-х і на початку 90-х років Іван Гречко — в багатьох новостворених громадських організаціях. Він був заступником голови з міжнародних контактів у Львівській філії українського фонду культури, відігравав важливу роль при становленні Народного Руху України, відповідаючи за міжрелігійні і міжнаціональні стосунки. Одночасно був одним із засновників і активим членом редколегії позацензурного альманаху «Євшан-зілля».
Після легалізації УГКЦ, разом з Теодзієм Стараком, Ігорем Калинцем, Ярославом Гнатівим, Ярославом Лемиком, Іван Гречко у 1991 р. став засновником Клубу греко-католицької інтелігенції «Обнова» і його головою. Це був осередок пропаганди християнських морально-естетичних норм у мистецтві, літературі, музиці. Клуб взяв активну участь у розробці програми і статуту Світового християнського конгресу Українців.
Свою унікальну колекцію творів народного і класичного мистецтва, стародруків та інших мистецьких коштовностей передав Українському Католицькому Університетові.
Помер у Львові, похований на полі № 8 Личаківського цвинтаря.